# Maukspitze
Il Maukspitze è una vetta alta 2 231 m sul livello del mare nei monti del Kaiser nelle Alpi calcaree settentrionali.

## Geografia
Il Maukspitze è la cima indipendente più orientale dei Monti del Kaiser. A est si trova la cresta del Niederkaiser e a ovest il Maukspitze confina con l' Ackerlspitze. A sud, il Maukspitze scende ripida e frastagliata (Niedersessel, Hochsessel), in alcuni punti con gradini verticali, nella valle Leukental fino a St. Johann in Tirol. A nord, il Maukspitze scende ripidamente anche nella valle Kaiserbachtal. La maggior parte della montagna appartiene al comune di Kirchdorf in Tirol; la croce di vetta si trova direttamente al confine con i comuni di Going am Wilden Kaiser e St. Johann in Tirol.

## Alpinismo
Grazie alla sua posizione esposta, il Maukspitze è un punto panoramico molto apprezzato, ma non è facilmente accessibile da nessun lato. L'accesso più semplice è dalla Wochenbrunneralm a sud, passando per Niedersessel e la cresta sud-orientale (I grado di difficoltà). Il Maukspitze è raggiungibile anche dall'Ackerlspitze tramite un sentiero di montagna esposto che richiede passo sicuro, assenza di vertigini ed esperienza alpina. L' Ackerlhütte è in ogni caso un ottimo punto di partenza . Sono inoltre disponibili numerose vie di arrampicata di varia difficoltà.